# Rečnoj vokzal
Rečnoj Vokzal in russo Речной вокзал?, che letteralmente significa "Stazione fluviale", è il capolinea nord della Linea Zamoskvoreckaja, la linea 2 della Metropolitana di Mosca.
Fu costruita secondo il tradizionale design con pilastri e fu inaugurata nel 1964; fino al 1975 fu la stazione più settentrionale di Mosca. Il design segue il cosiddetto stile sorokonozhka, che presenta pilastri in marmo marrone e mura piastrellate. Gli architetti furono N. I. Demčinskij e Ju. A. Kolesnikova. La stazione ha due ingressi identici, situati all'incrocio con via Festivalnaja e via Leningrado
Come molti altri capolinea, Rečnoj Vokzal deve sopportare un pesante carico di passeggeri, che tocca punte di 111.000 persone al giorno. Dalla stazione partono gli autobus della linea n.949 per l'Aeroporto di Mosca-Šeremet'evo.